# Witte Boekje
Le Witte Boekje (français : le Livret blanc), aussi appelé Spellingwijzer Onze Taal (Guide d’orthographe de notre langue) est un guide d’orthographe non officiel du néerlandais publié par l'association Genootschap Onze Taal et utilisé par plusieurs média néerlandais. 

## Histoire
Sa première édition date d'octobre 1998, et sa dernière de 2006. Dans cette dernière édition, les règles d’orthographe divergent de celles publiées pas l’Union de la langue néerlandaise dans son livret vert. 
Ses règles sont suivies par plusieurs médias et organisations des Pays-Bas boycottant l’orthographe officielle, comme de Volkskrant, Trouw, NRC Handelsblad, Elsevier, HP/De Tijd, De Groene Amsterdammer, Vrij Nederland, Planet Internet, Tekstnet, Prisma, Ode, XS4ALL, Uitgeverij Charish, NCRV, VluchtelingenWerk Nederland, Gay Krant, Opzij, Computer Idee, Katholiek Nieuwsblad et NOS. 
Le livret blanc n’est pas utilisé hors des Pays-Bas, l’orthographe officielle étant la seule reconnue par les médias au Suriname et en Belgique.